# Ciminna
Ciminna (sicilià Ciminna) és un municipi italià, dins de la ciutat metropolitana de Palerm. L'any 2007 tenia 4.016 habitants. Limita amb els municipis de Baucina, Caccamo, Campofelice di Fitalia, Mezzojuso, Ventimiglia di Sicilia, Vicari i Villafrati.

## Fills il·lustres
- Vincenzo Amato (1629-1670) organista i compositor

## Administració
| Període   | Identitat           | Partit         |
| --------- | ------------------- | -------------- |
| 1994-2000 | Rosa Maria Brancato |                |
| 2000-2001 | Calogero Ricciardo  |                |
| 2001-2007 | Vito Catalano       |                |
| 2007-     | Giuseppe Leone      | Centreesquerra |